# Eulophiella roempleriana
L'Eulophiella di Roempler (Eulophiella roempleriana (Rchb.f.) Schltr., 1905) è una pianta epifita della famiglia delle Orchidacee, endemica del Madagascar.
Cresce sfruttando l'humus che si raccoglie nelle ascelle foliari degli alberi della foresta pluviale.

## Descrizione

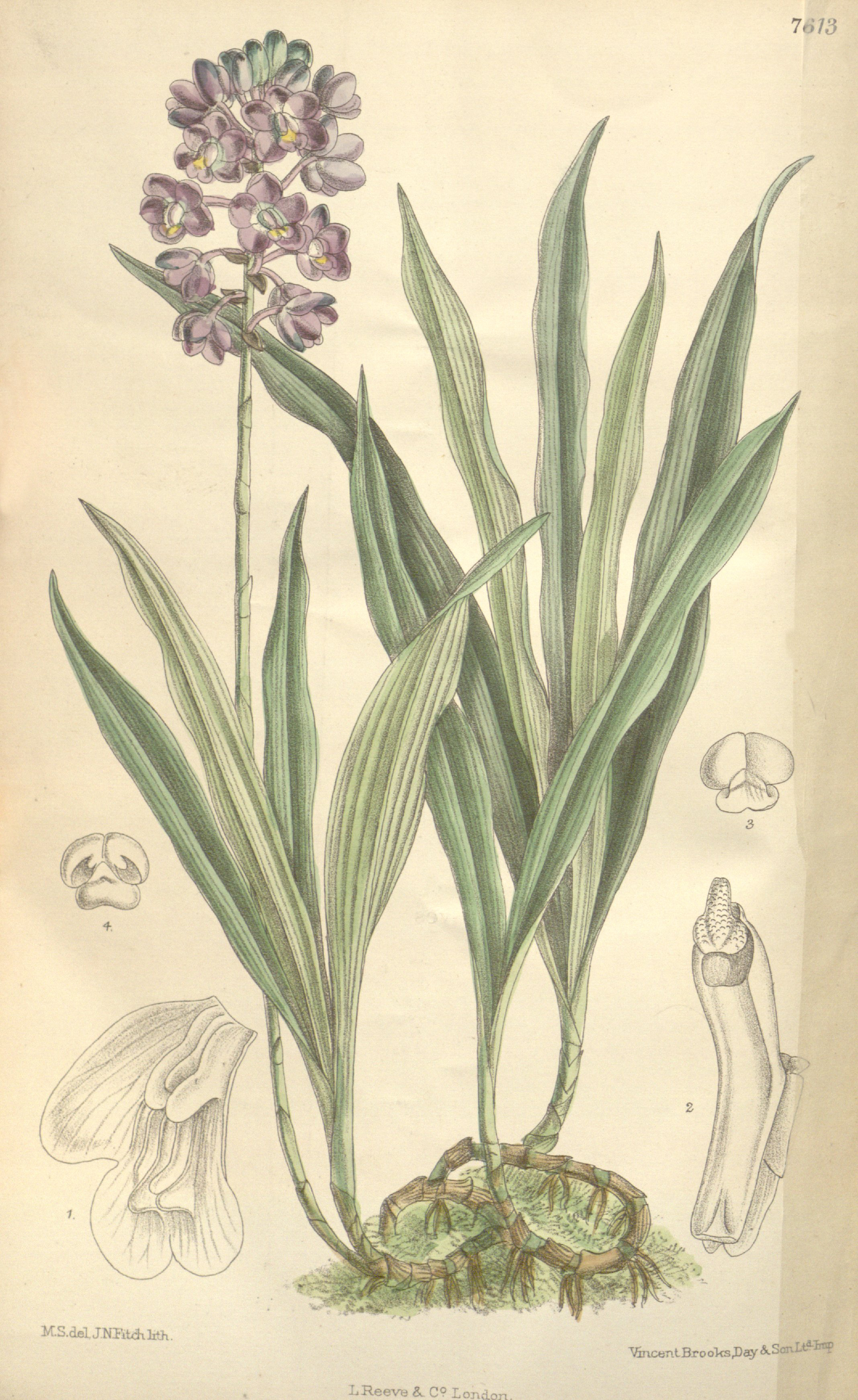

E. roempleriana è una pianta epifita con fusti di oltre 1 m di lunghezza, dotati di pseudobulbi ovoidi-fusiformi.
Da ogni pseudobulbo originano da 4 a 8 foglie basali, lanceolate, plicate, di consistenza carnosa.
I fiori, di un intenso colore rosa e intensamente profumati, cerosi, sono riuniti in una vistosa infiorescenza racemosa che si origina in corrispondenza dell'ascella degli pseudobulbi maturi e che raggruppa 15-25 fiori.

## Biologia
Non si dispone di informazioni precise sull'insetto impollinatore di questa specie; alcune osservazioni lasciano pensare che si tratti di un imenottero apoideo non ancora identificato.

## Distribuzione e habitat
È una specie endemica delle foreste pluviali costiere del Madagascar orientale.
Il suo micro-habitat naturale è rappresentato dagli alberi di Pandanus spp. e Dypsis spp., nelle cui ascelle foliari la specie si sviluppa.